# Carlos Eduardo Turón
Carlos Eduardo Turón (25 de enero de 1935-3 de abril de 1992) fue un escritor, poeta y traductor mexicano, fue ganador en 1979 del Premio Xavier Villaurrutia, el premio literario más importante de México, por su poemario La libertad tiene otro nombre. En reconocimiento a su trabajo, el Premio Estatal de Poesía de Michoacán, México, lleva su nombre.

## Biografía
Turón nació el 25 de enero de 1935 en la ciudad de Uruapan, Michoacán. Estudió licenciatura en Letras y fue autor de poesía, ensayo y novela, pero es su obra poética la que lo hace destacar; su poemario La libertad tiene otro nombre, publicado en 1979 por Comunidad Latinoamericana de Escritores, lo convirtió ese año en ganador del Premio Xavier Villaurrutia, el premio literario más importante de México.
Realizó colaboraciones para diferentes medios, como los periódicos El Heraldo Cultural, El Sol de México y Excélsior y las revistas Cuadernos Americanos, La Vida Literaria, Siempre! y Vuelta. También tradujo poesía de Víctor Hugo y Shakespeare y fue fundador y director de la revista Confluencias Culturales, que contó con colaboraciones de reconocidos poetas y escritores como Alí Chumacero.
Falleció el 3 de abril de 1992 en la Ciudad de México. En reconocimiento a su trabajo, el Premio Estatal de Poesía de Michoacán, lleva su nombre.

## Obra
Entre sus obras se encuentran:

### Cuento
- La clepsidra (1984)

### Ensayo
- Frente a Delfos (1970)
- La iconoclastia de José Revueltas (1970)
- Algunas claves de Gérard de Nerval (1976)
- José Revueltas, el hijo del hombre (1981)

### Novela
- Sobre esta piedra (1981)

### Poesía
- En los lindes del día (1965)
- Tríptico de verano (1970)
- Exaltación de la extranjera (1974)
- Compasión de Eleusis (1977)
- Crucifixiones (1978)
- La libertad tiene otro nombre (1979)
- Titzio (1985)
- Quehaceres del amante (1989)